# Programma Venera
Le Venera (in russo Венера?, Venere; in passato, vennero chiamate Venusik o Venus nei Paesi occidentali) furono una serie di sonde spaziali sviluppate in Unione Sovietica per esplorare e raccogliere dati sul pianeta Venere. Come spesso accadeva per le esplorazioni sovietiche, le ultime versioni del modello erano lanciate in coppia, con un breve ritardo (1-2 settimane) tra il lancio delle due sonde.
Esse stabilirono un vero e proprio record: furono il primo oggetto costruito dall'uomo a entrare nell'atmosfera di un altro pianeta, atterrare dolcemente, re-inviare immagini ed effettuare una scansione radar ad alta risoluzione della superficie, permettendo studi approfonditi sulla conformazione geologica del globo.
La serie di sonde, nel suo complesso, proprio per questi motivi può essere considerata un pieno successo; eppure, nonostante Venere sia meno distante dalla Terra rispetto a Marte, le condizioni di pressione e calore rendono la sopravvivenza di qualunque apparecchio di gran lunga più difficoltosa: questo ha significato una perdita precoce delle sonde poco dopo il loro atterraggio, da pochi minuti al paio d'ore del Venera 13.

## Le sonde

### Venera 1e2
Venera 1 fu la prima sonda spaziale sovietica dell'omonimo programma per lo studio del pianeta Venere.
La sonda era equipaggiata di una serie di strumenti, tra cui un magnetometro, due schermi ionici per misurare il vento solare, sensori per micrometeoriti e un contatore Geiger a tubi per la misurazione della radiazione cosmica di fondo assieme a uno scintillatore a ioduri di sodio.
Venera 2 apparteneva anch'essa al programma per l'esplorazione di Venere; fu lanciata il 12 novembre 1965 alle 05.02 ora di Greenwich, a bordo di un vettore Molnija, dal cosmodromo di Baikonur.
Il 27 febbraio 1966 passò a circa 24.000 km da Venere e si posizionò in un'orbita eliocentrica per avvicinarvisi. Ben prima di raggiungere il pianeta, però, la sonda interruppe ogni comunicazione, di fatto smettendo di funzionare.

### DaVenera 3aVenera 6
Le Venera 3, 4, 5 e 6 erano abbastanza simili. Pesavano circa una tonnellata, erano lanciate da un vettore Molnija ed erano composte di un modulo ("bus") al quale era agganciata una capsula di forma grosso modo sferica per l'ingresso in atmosfera.
Le sonde erano ottimizzate per le rilevazioni atmosferiche, senza che fosse loro apposto alcun apparato di atterraggio controllato – per quanto si sperava che il loro funzionamento riuscisse a prolungarsi fino al contatto con il suolo.
Il modulo di accompagnamento entrava nell'atmosfera distaccato dalla capsula, ma nello stesso lasso di tempo, solitamente bruciando a contatto con gli alti strati dell'atmosfera venusiana.
Le sonde trasmettevano direttamente a Terra.

### Venera 7
Venera 7 fu la prima sonda progettata per resistere alle condizioni della superficie di Venere ed effettuare un atterraggio che non risultasse in un impatto incontrollato.
A causa di un guasto elettronico, i dati prodotti non arrivarono nella quantità prevista, anche se gli scienziati riuscirono a recuperare i dati di pressione e temperatura ottenuti dalle prime misurazioni dirette sulla superficie.
Le misurazioni Doppler delle sonde dalla 4 alla 7 furono la prima evidenza diretta dell'esistenza di forti venti locali in quota (fino a 100 m/s, un fenomeno chiamato anche soprarotazione).

### Venera 8
Venera 8 (lanciata nel 1972) era equipaggiata con un insieme strutturato di strumenti scientifici per studiare la superficie, quali un gamma-spettrometro e uno scafo più resistente.
Il modulo bus di Venera 7 e 8 era sostanzialmente identico a quello delle missioni precedenti, con un progetto che si rifaceva alla missione Zond 3.

### DaVenera 9aVenera 12

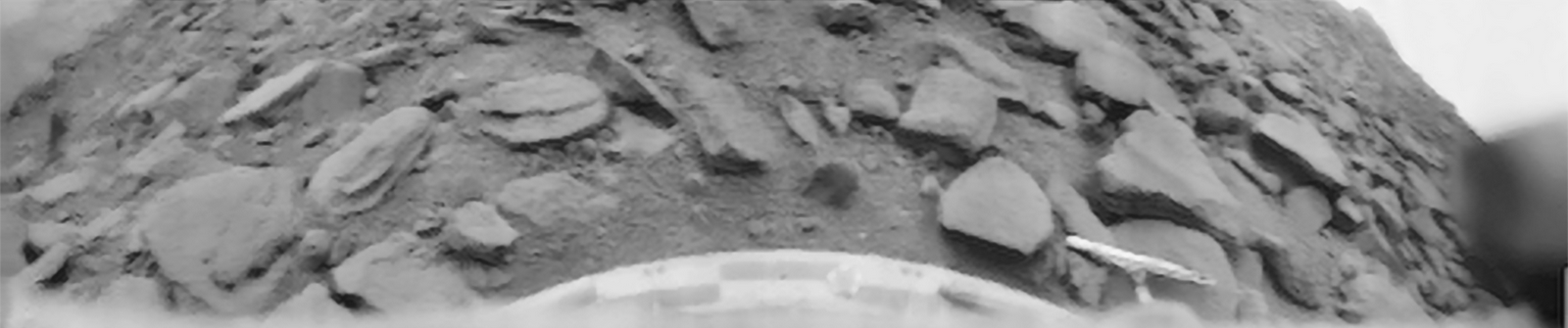
Immagine panoramica scattata dal lander Venera 9. Questa immagine è stata inviata durante i 53 minuti di vita del lander il 22 ottobre 1975. Sebbene fosse prevista un'immagine a 360 gradi, il copriobiettivo della seconda fotocamera non si è aperto, dando origine a questo panorama di 180 gradi.

Il progetto da Venera 9 a Venera 12 cambiò sostanzialmente.
Pesavano pressappoco cinque tonnellate e furono lanciate dal potente vettore Proton.

Foto da Venera9 colorata da Don P. Mitchell

Esse comprendevano un modulo di trasporto come le precedenti, sul quale erano installati dei motori chimici per frenare nell'orbita del pianeta (Venera 9 e 10, 15 e 16) e che serviva da ricevitore per ritrasmettere i dati ottenuti dalla capsula di atterraggio. Quest'ultima era agganciata sulla punta del modulo di trasporto, all'interno di un guscio sferico per schermarla dal calore. Le sonde erano ottimizzate per le operazioni in superficie con un design dall'aspetto insolito che comprendeva un compartimento sferico per proteggere  il più a lungo possibile l'elettronica dalla pressione atmosferica e dal calore. Al di sotto della sfera protettiva veniva montato un guscio metallico a forma di ciambella, il cui scopo era assorbire l'urto; al di sopra, un'antenna cilindrica e un aerofreno di forma piatta. I lander erano progettati per operare sulla superficie per un minimo di 30 minuti. Gli strumenti variavano a seconda delle missioni, ma tutte le capsule comprendevano sensori per l'analisi atmosferica e del suolo, oltre a un kit di fotocamere e videocamere. Tutti e quattro i lander ebbero problemi con il mancato rilascio dei tappi di protezione degli obiettivi delle fotocamere.
Il lander Venera 9 rimase operativo per almeno 53 minuti e scattò foto con una delle due fotocamere; l'altro tappo copriobiettivo non si sganciò.
Il lander Venera 10 operò per almeno 65 minuti e scattò foto con una delle due fotocamere; l'altro tappo copriobiettivo non si sganciò.
Il lander Venera 11 rimase operativo per almeno 95 minuti e il lander Venera 12 per almeno 110 minuti, ma in entrambe le sonde i tappi copriobiettivi delle fotocamere non si sganciarono, impedendo di fotografare il pianeta.

### Venera 13e14
Venera 13 e 14 (lanciate tra il 1981-82) avevano ciascuno un modulo di discesa/atterraggio che conteneva la maggior parte della strumentazione e dell'elettronica e una navicella di flyby utilizzata per le comunicazioni alla Terra. 
Il design era simile a quello dei precedenti lander Venera 9-12. Trasportavano strumenti per effettuare misurazioni scientifiche del suolo e dell'atmosfera, tra cui telecamere, un microfono, un trapano, strumenti per l'analisi del terreno e un sismometro. Avevano anche strumenti per registrare le scariche elettriche durante la fase di discesa nell'atmosfera venusiana.
I due lander sono atterrati a circa 950 km di distanza l'uno dall'altro, appena a est dell'estensione orientale di una regione elevata nota come Phoebe Regio. Il lander Venera 13 è sopravvissuto per 127 minuti e il lander Venera 14 per 57 minuti, mentre la durata prevista era di soli 32 minuti. Il veicolo Venera 14 ebbe la sfortuna di espellere il copriobiettivo della fotocamera direttamente sotto il braccio del tester di comprimibilità della superficie e rilevò le informazioni sulla comprimibilità del copriobiettivo piuttosto che sulla superficie del pianeta.  I lander trasmisero i dati agli orbiter, che funsero da ponte radio ricevendo e trasmettendo i dati alla Terra, mentre sorvolavano Venere.

### Venera 15e16
Le sonde Venera 15 e 16 erano sonde gemelle, nelle quali le capsule di atterraggio vennero sostituite con una serie di radar per ispezionare la superficie nel dettaglio, con una visione più panoramica.
Il progetto fu così convincente che le sonde Vega, lanciate dall'Unione Sovietica qualche anno dopo, si basarono sullo stesso progetto: tra le missioni di queste sonde vi era anche l'esplorazione radar della cometa di Halley.

## Dati essenziali sulle missioniVenera
| Sonda              | Tipo di missione  | Data di lancio    | Esito |
| ------------------ | ----------------- | ----------------- | --- |
| 1VA (proto-Venera) | Fly-by            | 4 febbraio 1961   | Non riuscì a fuggire dall'orbita terrestre. |
| Venera 1           | Fly-by            | 12 febbraio 1961  | Perdita delle comunicazioni lungo la rotta per Venere. |
| Venera 2           | Fly-by            | 12 novembre 1965  | Perdita delle comunicazioni appena prima dell'arrivo. |
| Venera 3           | Sonda atmosferica | 16 novembre 1965  | Comunicazioni perse appena prima dell'ingresso nell'atmosfera. Fu il primo oggetto costruito dall'uomo ad atterrare su un altro pianeta (pur schiantandosi), nel marzo 1966. Regione di probabile impatto: dai -20°/20°N, 60°/80°E.                                                                        |
| Kosmos 96/Venera 4 | Sonda atmosferica | 23 novembre 1965  | Non riuscì a fuggire dall'orbita terrestre e rientrò nell'atmosfera. Probabilmente ha impattato con la superficie terrestre nei pressi di Kecksburg, Pennsylvania il 9 dicembre 1965 in un evento che passò alla storia dell'ufologia come l'incidente di Kecksburg.                                       |
| Venera 4           | Sonda atmosferica | 12 giugno 1967    | Arrivata il 18 ottobre 1967, fu la prima sonda in grado di reinviare dati dopo l'ingresso nell'atmosfera di un altro pianeta, di fatto stabilendo la prima comunicazione interplanetaria della storia (anche se non irradiava dalla superficie). Le coordinate d'impatto al suolo sono circa 19° N, 38° E. |
| Venera 5           | Sonda atmosferica | 5 gennaio 1969    | Arrivata il 16 maggio 1969, comunicò con successo dati sull'atmosfera prima di restare schiacciata dall'enorme pressione, a circa 26 km di altezza dal suolo. Impatto a 3° S, 18° E. |
| Venera 6           | Sonda atmosferica | 10 gennaio 1969   | Arrivata il 17 maggio 1969, comunicò con successo dati sull'atmosfera prima di restare schiacciata dalla pressione a 11 km da suolo. Impatto a 5° S, 23° E. |
| Venera 7           | Lander            | 17 agosto 1970    | Arrivata il 15 dicembre 1970, fu il primo atterraggio di una sonda spaziale su un altro pianeta. La sua vita fu di 23 minuti, al termine dei quali soccombette al calore e alla pressione. Fu la prima trasmissione dalla superficie di un altro pianeta. Punto d'atterraggio attorno a 5° S, 351° E.      |
| Venera 8           | Lander            | 27 marzo 1972     | Arrivata il 22 luglio 1972 e sopravvissuta per 50 minuti sulla superficie del pianeta. Il punto d'atterraggio è compreso in un'area entro 150 km da 10,70° S, 335,25° E. |
| Venera 9           | Orbiter e Lander  | 8 giugno 1975     | Arrivata il 22 ottobre 1975, inviò la prima immagine (in bianco e nero) della superficie di Venere. Il lander sopravvisse 53 minuti prima di essere schiacciato dalla pressione atmosferica. Atterraggio entro 150 km da 31,01° N, 291,64° E.                                                              |
| Venera 10          | Orbiter e Lander  | 14 giugno 1975    | Il lander arrivò il 25 ottobre 1975, e sopravvisse 65 minuti prima di rimanere schiacciata dalla pressione. Atterraggio entro 150 km da 15,42° N, 291,51° E. |
| Venera 11          | Fly-by e Lander   | 9 settembre 1978  | Il lander arrivò 25 dicembre 1978, e sopravvisse per 95 minuti; il sistema di elaborazione delle immagini era fuori uso. Atterraggio nei dintorni di 14° S, 299° E. |
| Venera 12          | Fly-by e Lander   | 14 settembre 1978 | Il lander atterrò il 21 dicembre 1978, e sopravvisse 110 minuti. La registrazione probabilmente immortalò un fulmine. Atterraggio vicino a 7° S, 294° E. |
| Venera 13          | Fly-by e Lander   | 30 ottobre 1981   | Il lander atterrò il 1º marzo 1982 e inviò le prime immagini a colori della superficie di Venere scoprendo basalti leuciti in un campione di suolo, per mezzo di uno spettrometro. Atterraggio a 7,5° S, 303° E                                                                                            |
| Venera 14          | Flyby e Lander    | 14 novembre 1981  | Il lander atterrò il 5 marzo 1982 e scoprì basalti toleiitici (simili a quelli che si trovano nelle dorsali oceaniche terrestri) sulla superficie. Atterraggio a 13,25° S, 310° E. |
| Venera 15          | Orbiter           | 2 giugno 1983     | Arrivò il 10 ottobre 1983 e inviò mappe (in collaborazione con la gemella Venera 16) dell'emisfero nord fino a 30° dal polo, con risoluzione di 1–2 km. |
| Venera 16          | Orbiter           | 7 giugno 1983     | Arrivò il 14 ottobre 1983 e inviò mappe (in collaborazione con la gemella Venera 15) dell'emisfero nord fino a 30° dal polo, con risoluzione di 1–2 km. |